# ارثیه مرگبار
ارثیه مرگبار (انگلیسی: Deadly Inheritance) یک فیلم جالوی ایتالیایی به کارگردانی ویتوریو سیندونی است که در سال ۱۹۶۹ منتشر شد.

## گزیدهٔ بازیگران
- تام دریک
- فمی بنوسی
- ارنستو کولی
- ایزارکو راوائیولی
- ایوو گارانی
- والریا جانگوتینی